# Markuskirche (Stuttgart)

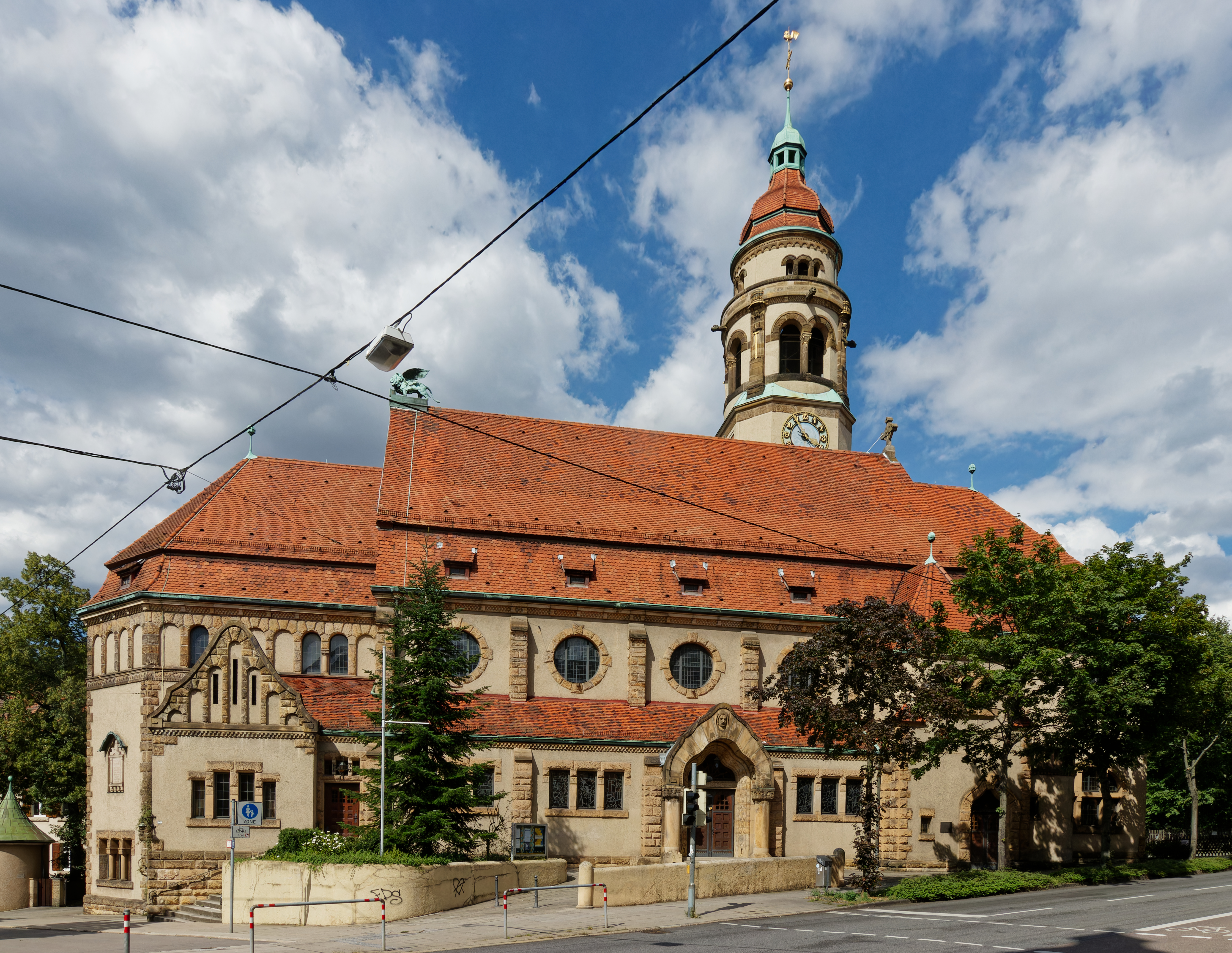
Die Markuskirche

Die Markuskirche ist eine evangelische Kirche im Stuttgarter Stadtbezirk Süd an der Filderstraße, Ecke Römerstraße, im Lehen. Sie wird von der Evangelischen Kirchengemeinde Markus-Haigst als Gemeindekirche genutzt. An das Kirchengelände grenzt der Fangelsbachfriedhof.

## Baugeschichte

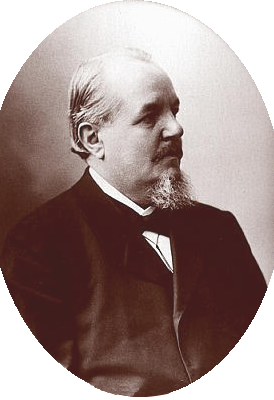
Baumeister
Heinrich Dolmetsch

Als gegen Ende des 19. Jahrhunderts die Bevölkerung Stuttgarts stark anwuchs und die Stadt mit den umliegenden Dörfern zusammenzuwachsen begann, wurde die Markusgemeinde aus Teilen der Leonhards-, Paulus- und der Heslacher Gemeinde gegründet. Sie verfügte zunächst nur über eine Behelfskirche beim Friedhof an der Heusteigstraße. Mit der Planung der neuen Kirche wurde der württembergische Kirchenarchitekt Heinrich Dolmetsch beauftragt. Der Grundstein wurde am 8. Juli 1906 gelegt. Am 29. März 1908 wurde die nach dem Evangelisten Markus benannte Kirche in Anwesenheit von König Wilhelm II. eingeweiht. Als eines der ersten in Stahlbeton ausgeführten Gotteshäuser ist die Markuskirche von hoher Bedeutung für den Sakralbau des 20. Jahrhunderts. Sie blieb im Zweiten Weltkrieg nahezu unbeschädigt. Von 1976 bis 1978 erfolgte eine umfangreiche Restaurierung.

## Gestaltung

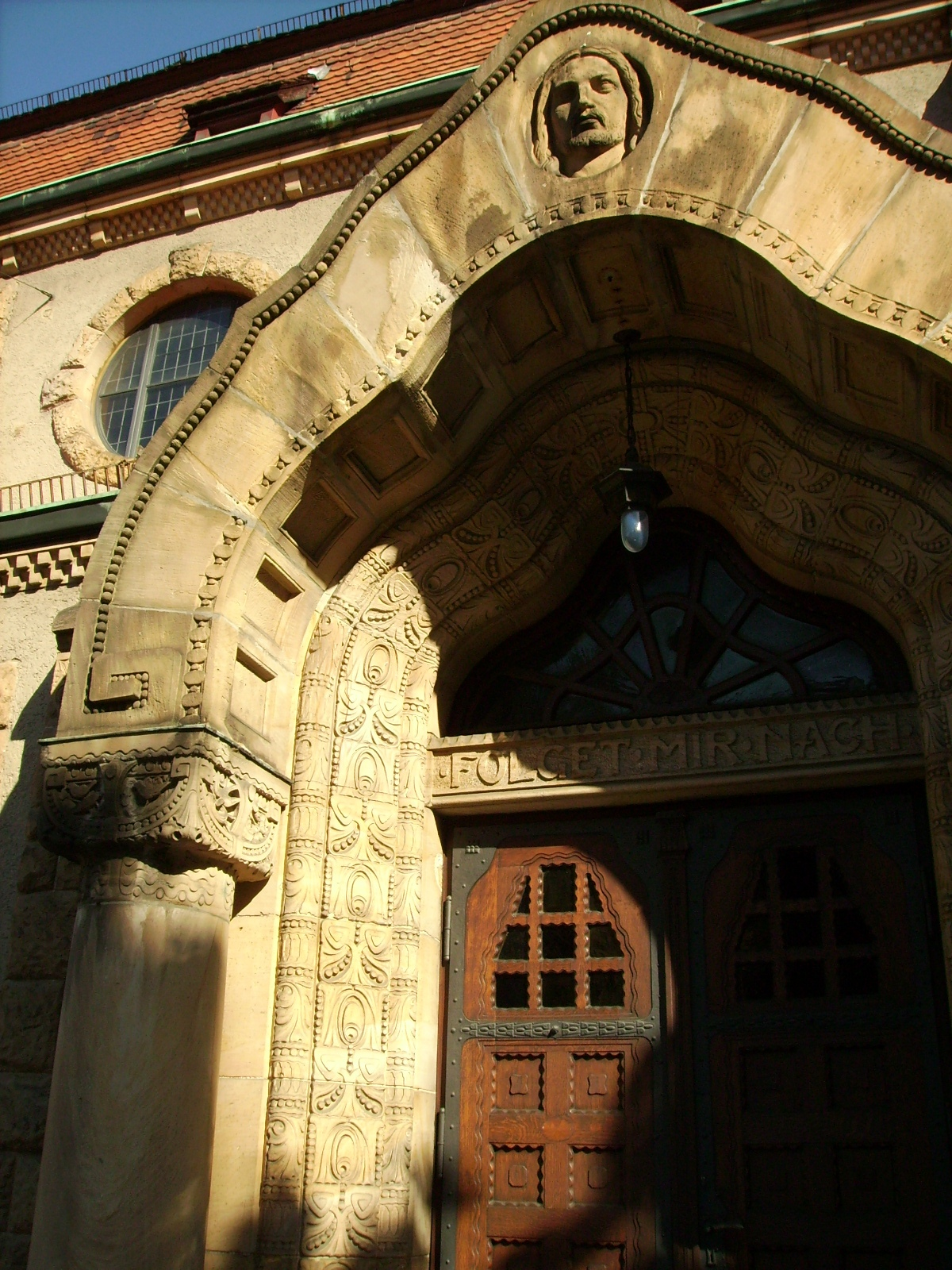
Markuskirche Stuttgart, Portal

Die Kirche ist im Jugendstil errichtet, was bei Sakralbauten in Deutschland als Ausnahmeerscheinung gelten kann. Es handelt sich um eine dreischiffige Hallenkirche in verputztem Mauerwerk, wobei die vergleichsweise niedrigen Seitenschiffe eher wie Nebenräume auftreten, so dass insgesamt der Charakter einer Saalkirche mit einheitlichem Schiff besteht. Der seitlich angestellte Turm (48,5 m hoch) ist einer der weltweit ersten in Stahlbeton ausgeführten Kirchtürme, aber auch das Kirchenschiff ist aus diesem Baumaterial. Da der Beton vollständig verputzt wurde, ist dies bei bloßer Betrachtung nicht erkennbar. Eine spätbarocke Formensprache hat die geschweifte Haube des Turmes, der vom quadratischen Grundriss ins Achteck und schließlich ins Rund übergeht. Überwiegend am Außenbau finden sich romanische Elemente, zum Beispiel die Säulen am Hauptportal, die Rundbogenfenster, die Friese. Über dem westlichen Langhausgiebel erscheint ein goldener Löwe als Symbol des Evangelisten Markus.
Der Innenraum ist – von den untergeordneten Seitenschiffen abgesehen – ein einheitlicher Saal, der von einem Tonnengewölbe mit Kassetten überspannt ist. Im Inneren kann man wiederum die Säulen als romanisch betrachten, während das kassettierte Tonnengewölbe eine Verbindung zur Renaissance herstellt. Zwischen den Arkaden und den großen Rundfenstern des Obergadens sind Relieffriese mit Szenen aus dem Markusevangelium eingefügt. Der Jugendstileinfluss ist in erster Linie in der Ausstattung und Ornamentierung vorhanden, angefangen bei dem Christuskopf über dem Hauptportal und den Schmuckformen der Portaleinfassungen, weiter dann durch die Türbeschläge, das farbige Glas der Türfüllungen, die teilweise noch vorhandenen ursprünglichen Lampen, die Treppengeländer, und die Möbel in der Sakristei. Von der Innenausstattung sind die Kanzelintarsien von Rudolf Yelin d. Ä. und der Altarschmuck in kunstgewerblichem Leder mit Holzintarsien beachtenswert. Der Prospekt der Orgel ist der einzige in Stein gefertigte nördlich der Alpen. Die Position der Orgel und der Sängerempore hinter dem Altar ist außergewöhnlich.

## Orgel

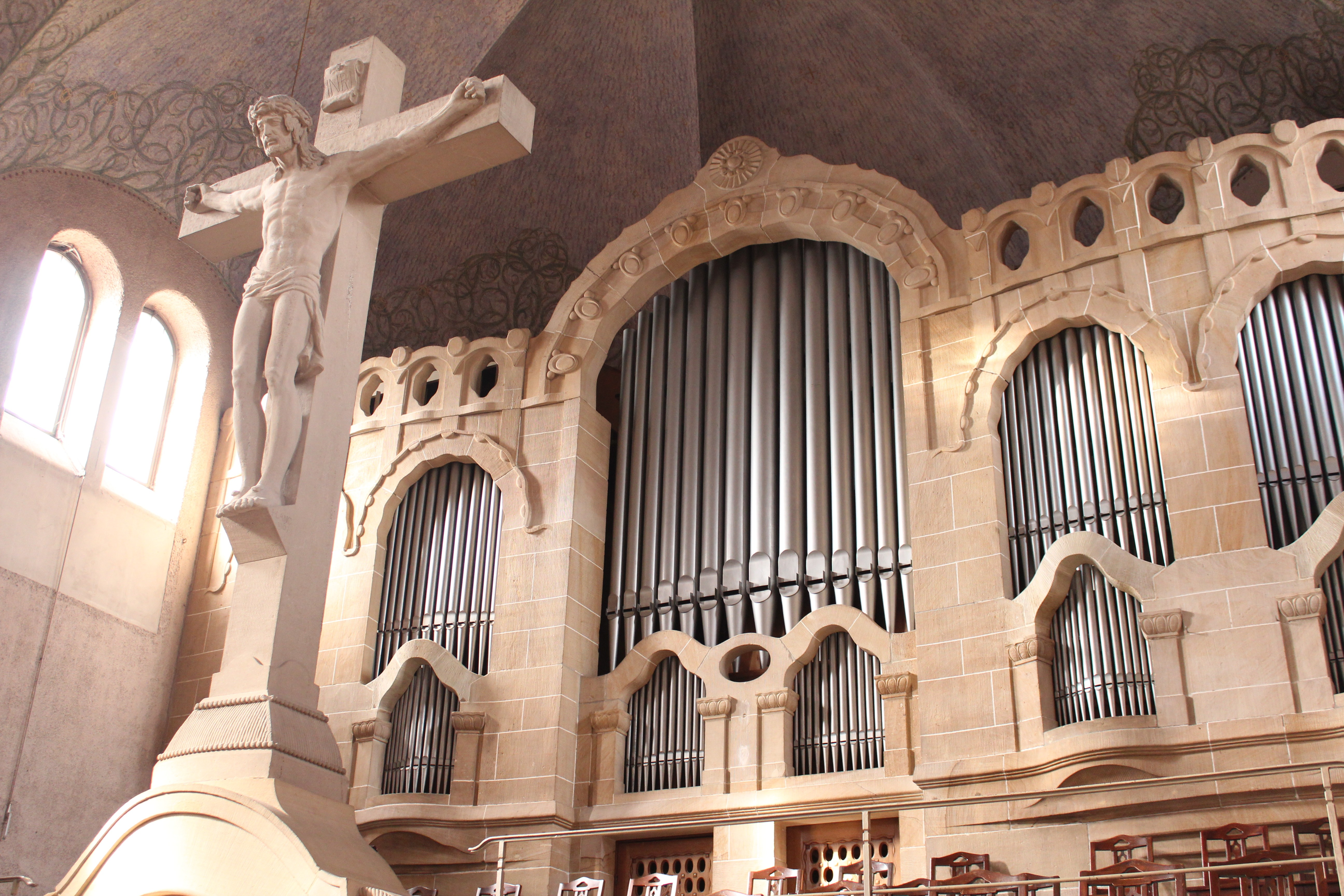
Orgel der Markuskirche

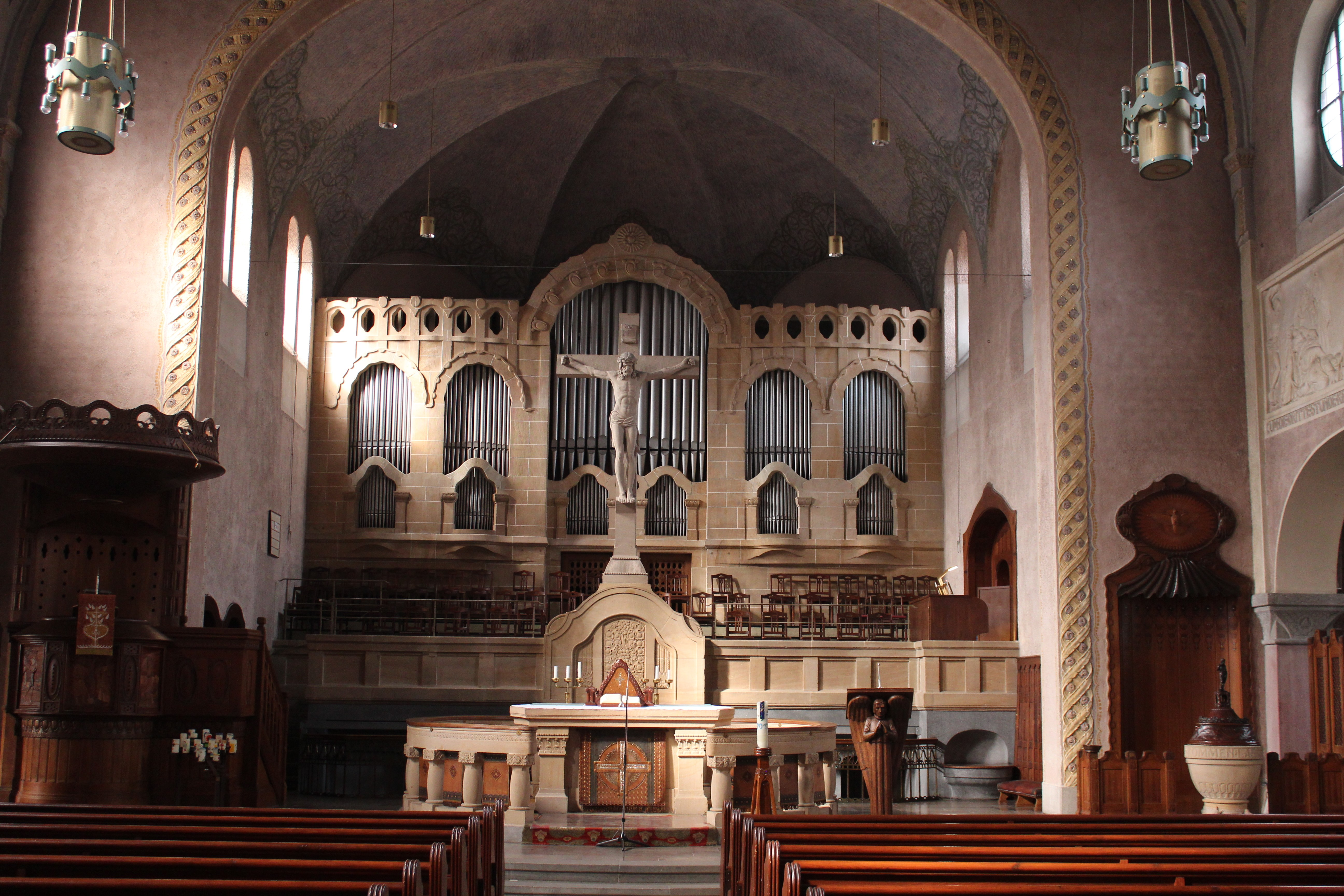
Orgel der Markuskirche

Das Instrument wurde 1908 von der Orgelbaufirma E. F. Walcker & Cie. erbaut. 1935 wurde die Orgel durch Walcker im Sinne des Neobarock erweitert und umdisponiert. 1955 wurde das Instrument erneut erweitert; das im Mittelfeld des Prospektes ursprünglich sichtbare Fenster wurde durch eine 16'-Pfeifenreihe verdeckt. 1969 wurde das Instrument durch die Orgelbaufirma Steinmeyer umgestaltet, und von Kegelladen auf elektropneumatischer Schleifladen umgestellt. Das Orgelwerk umfasst heute 60 Register (1908 waren es 53) auf drei Manualwerken und Pedal. Die Spiel- und Registertrakturen sind elektropneumatisch.
| I Hauptwerk C–g3 |                   |         |
| 1.               | Principal         | 16'     |
| 2.               | Quintade          | 16'     |
| 3.               | Principal         | 08'     |
| 4.               | Spitzpfeife       | 08'     |
| 5.               | Grobgedeckt       | 08'     |
| 6.               | Quintflöte        | 05 1⁄3' |
| 7.               | Octave            | 04'     |
| 8.               | Rohrflöte         | 04'     |
| 9.               | Nasat             | 02 ⁄3'  |
| 10.              | Octave            | 02'     |
| 11.              | Feldflöte         | 02'     |
| 12.              | Mixtur V-VI       | 02'     |
| 13.              | Kleinmixtur III 0 | 02⁄3'   |
| 14.              | Kornett II        | 02 ⁄3'  |
| 15.              | Fagott            | 16'     |
| 16.              | Trompete          | 08'     |
|                  | Tremulant         |         |

| II Positiv C–g3 |                 |         |
| 17.             | Harfenprincipal | 08'     |
| 18.             | Flöte           | 08'     |
| 19.             | Quintade        | 08'     |
| 20.             | Principal       | 04'     |
| 21.             | Blockflöte      | 04'     |
| 22.             | Octave          | 02'     |
| 23.             | Koppelflöte     | 02'     |
| 24.             | Terz            | 01 3⁄5' |
| 25.             | Quinte          | 01 ⁄3'  |
| 26.             | Octävlein       | 01'     |
| 27.             | Scharff V       | 01'     |
| 28.             | Krummhorn       | 08'     |
| 29.             | Hautbois        | 04'     |
|                 | Tremulant       |         |

| III Schwellwerk C–g3 |                  |        |
| 30.                  | Bordun           | 16'    |
| 31.                  | Principal        | 08'    |
| 32.                  | Rohrgedeckt      | 08'    |
| 33.                  | Salicional       | 08'    |
| 34.                  | Octave           | 04'    |
| 35.                  | Nachthorn        | 04'    |
| 36.                  | Geigenschwebung  | 04'    |
| 37.                  | Spitzflöte       | 02'    |
| 38.                  | Sifflöte         | 01'    |
| 39.                  | Sesquialter II   | 02 ⁄3' |
| 40.                  | Schreipfeife III |        |
| 41.                  | Mixtur VI        | 01 ⁄3' |
| 42.                  | Quintzimbel III  | 01⁄4'  |
| 43.                  | Dulzian          | 16'    |
| 44.                  | Oboe             | 08'    |
| 45.                  | Vox humana       | 08'    |
| 46.                  | Schalmey         | 04'    |
|                      | Tremulant        |        |

| Pedalwerk C–f1 |                          |         |
| 47.            | Principalbass            | 16'     |
| 48.            | Subbass                  | 16'     |
| 49.            | Gedecktbass (= Nr. 30) 0 | 16‘     |
| 50.            | Quintbass                | 10 2⁄3' |
| 51.            | Octavbass                | 08'     |
| 52.            | Gemshorn                 | 08'     |
| 53.            | Waldflöte                | 04'     |
| 54.            | Holzflöte                | 02'     |
| 55.            | Hintersatz VI            | 05 1⁄3' |
| 56.            | Choralbass III           | 04'     |
| 57.            | Bombarde                 | 32'     |
| 58.            | Posaune                  | 16'     |
| 59.            | Dulzian (= Nr. 43)       | 16‘     |
| 60.            | Trompete                 | 08'     |
| 61.            | Klarine                  | 04'     |
| 62.            | Singend Kornett          | 02'     |
|                | Tremulant                |         |

- Koppeln: II/I, III/I, III/II, I/P, II/P, III/P (auch als Superoktavkoppel); II/II,
- Spielhilfen: Setzeranlage, Tutti, Crescendowalze, Koppeln einzeln aus der Walze, Zungeneinzelabsteller

## Stuttgarter Schuldbekenntnis
Zu historischer Bedeutung gelangte die Markuskirche durch das Stuttgarter Schuldbekenntnis vom Oktober 1945. Es wurde durch eine Predigt Niemöllers in der Markuskirche mit vorbereitet. Daran erinnerte sich der Leiter der ökumenischen Delegation Willem Adolf Visser ’t Hooft in seiner Autobiographie:

„Als wir in dem großenteils zerstörten Stuttgart ankamen, hörten wir, daß am Abend in der Markuskirche ein besonderer Gottesdienst stattfinden würde, bei dem  Bischof Wurm, Pastor Niemöller und Bischof Dibelius sprechen sollten. Niemöller predigte über Jeremia 14, 7-11: „Ach Herr, unsere Missetaten haben es ja verdient; aber hilf doch um deines Namens willen!“ Es war eine machtvolle Predigt. Niemöller sagte, es genüge nicht, den Nazis die Schuld zu geben, auch die Kirche müsse ihre Schuld bekennen.“

Als Frucht dieses Abendgottesdienstes entstand das Stuttgarter Schuldbekenntnis. Es wurde am Vormittag des 19. Oktober 1945 vor den Vertretern der Ökumene abgelegt und ihnen – wahrscheinlich im Haus Eugenstraße 22, das damals der Stiftskirchengemeinde zur Verfügung stand – übergeben. In der Markuskirche ist eine Gedenktafel mit seinem vollen Wortlaut angebracht. Die Behauptung, das Schuldbekenntnis sei dort vor der Gemeinde übergeben worden, ist eine Legende.

## Fangelsbachfriedhof

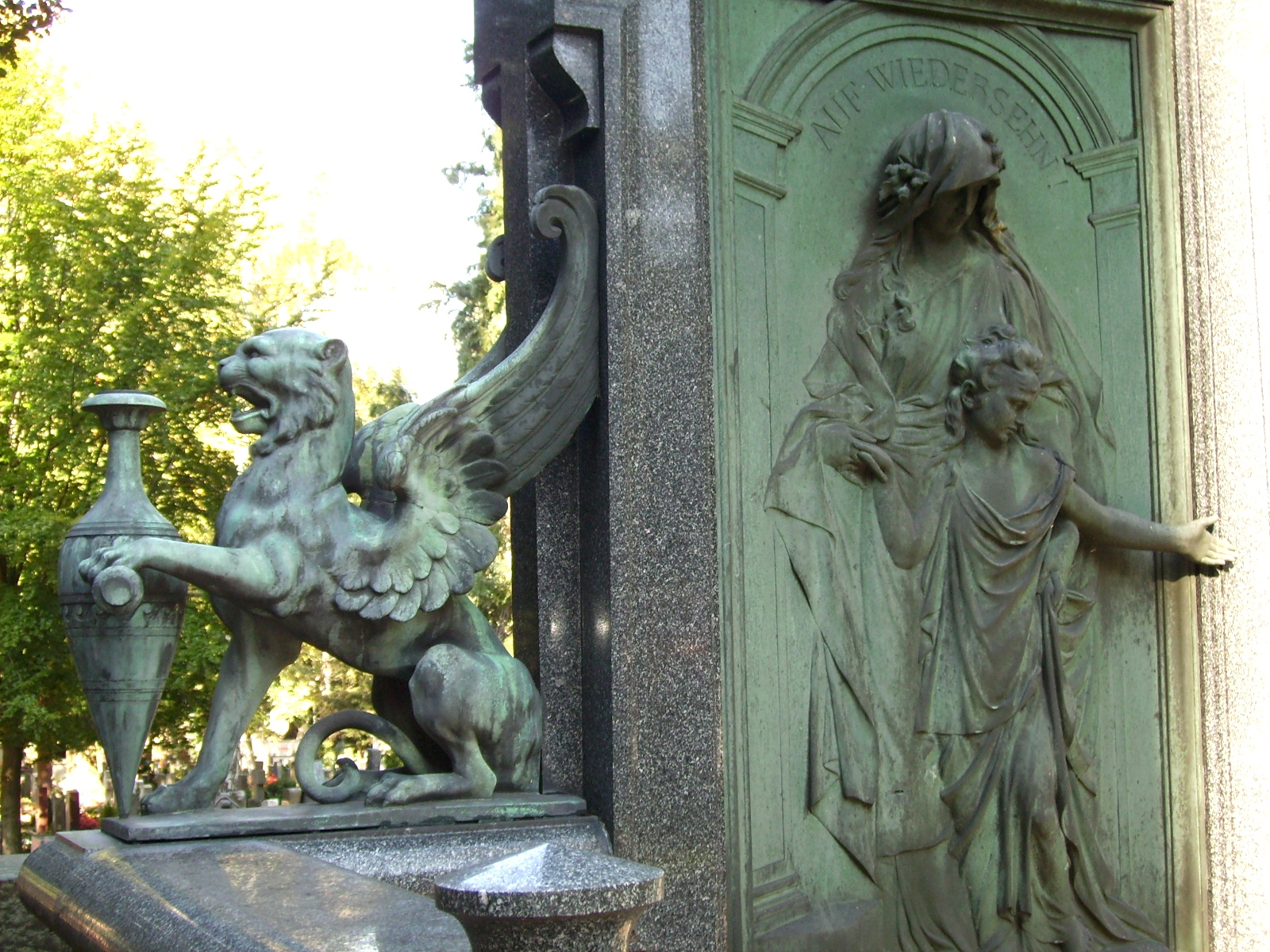
Grab von Gustav Siegle

Der Fangelsbachfriedhof wurde als Ersatz für den geschlossenen Leonhardsfriedhof und den noch genutzten Lazarettfriedhof im Jahr 1823 angelegt. Er gehört zu den bedeutendsten historischen Friedhöfen Stuttgarts. Persönlichkeiten wie der Baumeister Nikolaus von Thouret, der Fabrikant Gustav Siegle, der Direktor des Königlichen Naturalien-Kabinetts Oscar Fraas sowie Carl von Schiller, der Sohn Friedrich Schillers, liegen hier begraben. In der parkähnlichen Anlage kann man klassizistische Engel und prunkvolle Gräber wohlhabender Bürger bewundern.